# Dario Varotari il Giovane

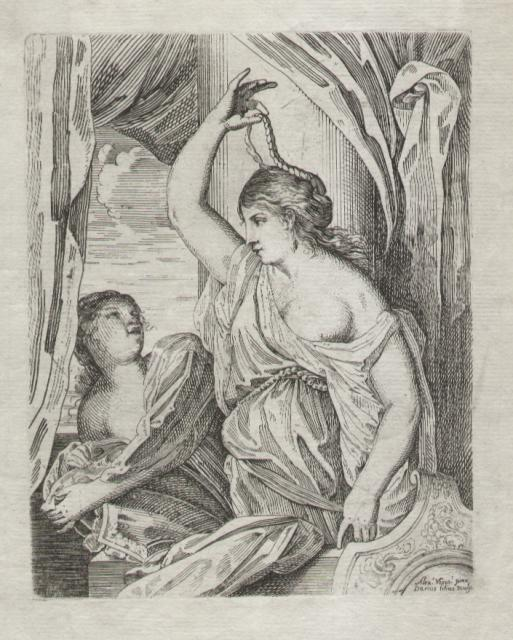
Donna che si pettina, acquaforte di Dario Varotari il Giovane

Dario Varotari il Giovane (Padova, 16.. – post 1671) è stato un pittore, incisore e poeta italiano del periodo barocco, fiorito attorno al 1660.

## Biografia
Si formò nella bottega del padre, Alessandro Varotari detto il Padovanino, a sua volta figlio di Dario Varotari il Vecchio. Si fece conoscere soprattutto come ritrattista "dilettante", che dipingeva per piacere più che per denaro. Fu autore di componimenti poetici in lingua veneta e scrisse il libretto per l'opera Il Cesare amante di Antonio Cesti.